# Pristimantis affinis
Pristimantis affinis là một loài động vật lưỡng cư trong họ Craugastoridae, thuộc bộ Anura. Loài này được Werner mô tả khoa học đầu tiên năm 1899. Chúng là loài đặc hữu của Colombia. Các môi trường sống tự nhiên của chúng là vùng cây bụi nhiệt đới hoặc cận nhiệt đới vùng đất cao và đồng cỏ ở cao nhiệt đới hoặc cận nhiệt đới. Loài này đang bị đe dọa do mất môi trường sống.